# Lista över countyn i North Carolina

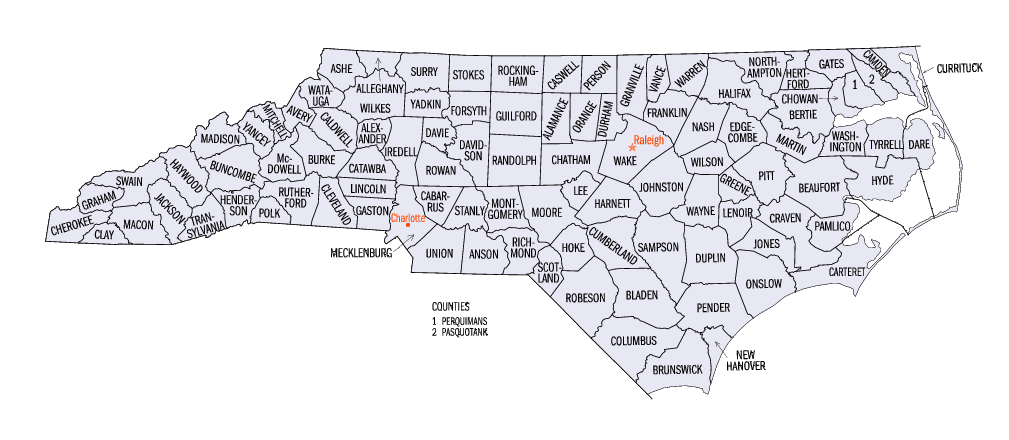
North Carolinas countyn.

Detta är en lista över de 100 countyn som finns i delstaten North Carolina i USA.
| County              | Centralort (County Seat) |
| ------------------- | ------------------------ |
| Alamance County     | Graham                   |
| Alexander County    | Taylorsville             |
| Alleghany County    | Sparta                   |
| Anson County        | Wadesboro                |
| Ashe County         | Jefferson                |
| Avery County        | Newland                  |
| Beaufort County     | Washington               |
| Bertie County       | Windsor                  |
| Bladen County       | Elizabethtown            |
| Brunswick County    | Bolivia                  |
| Buncombe County     | Asheville                |
| Burke County        | Morganton                |
| Cabarrus County     | Concord                  |
| Caldwell County     | Lenoir                   |
| Camden County       | Camden                   |
| Carteret County     | Beaufort                 |
| Caswell County      | Yanceyville              |
| Catawba County      | Newton                   |
| Chatham County      | Pittsboro                |
| Cherokee County     | Murphy                   |
| Chowan County       | Edenton                  |
| Clay County         | Hayesville               |
| Cleveland County    | Shelby                   |
| Columbus County     | Whiteville               |
| Craven County       | New Bern                 |
| Cumberland County   | Fayetteville             |
| Currituck County    | Currituck                |
| Dare County         | Manteo                   |
| Davidson County     | Lexington                |
| Davie County        | Mocksville               |
| Duplin County       | Kenansville              |
| Durham County       | Durham                   |
| Edgecombe County    | Tarboro                  |
| Forsyth County      | Winston-Salem            |
| Franklin County     | Louisburg                |
| Gaston County       | Gastonia                 |
| Gates County        | Gatesville               |
| Graham County       | Robbinsville             |
| Granville County    | Oxford                   |
| Greene County       | Snow Hill                |
| Guilford County     | Greensboro               |
| Halifax County      | Halifax                  |
| Harnett County      | Lillington               |
| Haywood County      | Waynesville              |
| Henderson County    | Hendersonville           |
| Hertford County     | Winton                   |
| Hoke County         | Raeford                  |
| Hyde County         | Swan Quarter             |
| Iredell County      | Statesville              |
| Jackson County      | Sylva                    |
| Johnston County     | Smithfield               |
| Jones County        | Trenton                  |
| Lee County          | Sanford                  |
| Lenoir County       | Kinston                  |
| Lincoln County      | Lincolnton               |
| Macon County        | Franklin                 |
| Madison County      | Marshall                 |
| Martin County       | Williamston              |
| McDowell County     | Marion                   |
| Mecklenburg County  | Charlotte                |
| Mitchell County     | Bakersville              |
| Montgomery County   | Troy                     |
| Moore County        | Carthage                 |
| Nash County         | Nashville                |
| New Hanover County  | Wilmington               |
| Northampton County  | Jackson                  |
| Onslow County       | Jacksonville             |
| Orange County       | Hillsborough             |
| Pamlico County      | Bayboro                  |
| Pasquotank County   | Elizabeth City           |
| Pender County       | Burgaw                   |
| Perquimans County   | Hertford                 |
| Person County       | Roxboro                  |
| Pitt County         | Greenville               |
| Polk County         | Columbus                 |
| Randolph County     | Asheboro                 |
| Richmond County     | Rockingham               |
| Robeson County      | Lumberton                |
| Rockingham County   | Wentworth                |
| Rowan County        | Salisbury                |
| Rutherford County   | Rutherfordton            |
| Sampson County      | Clinton                  |
| Scotland County     | Laurinburg               |
| Stanly County       | Albemarle                |
| Stokes County       | Danbury                  |
| Surry County        | Dobson                   |
| Swain County        | Bryson City              |
| Transylvania County | Brevard                  |
| Tyrrell County      | Columbia                 |
| Union County        | Monroe                   |
| Vance County        | Henderson                |
| Wake County         | Raleigh                  |
| Warren County       | Warrenton                |
| Washington County   | Plymouth                 |
| Watauga County      | Boone                    |
| Wayne County        | Goldsboro                |
| Wilkes County       | Wilkesboro               |
| Wilson County       | Wilson                   |
| Yadkin County       | Yadkinville              |
| Yancey County       | Burnsville               |